# Persone di cognome Hill
| Questa pagina contiene informazioni ricavate automaticamente dalle voci biografiche con l'ausilio del template Bio e di un bot. L'aggiornamento è periodico e automatico e ricostruisce completamente la pagina. Se manca una persona in questa lista, sei pregato di non aggiungerla, ma accertati piuttosto che la sua voce biografica contenga il template Bio e che i dati anagrafici siano correttamente compilati. Se il template Bio manca, inseriscilo tu stesso o, in alternativa, metti l'avviso {{tmp\|Bio}} che ne segnala la mancanza. Se i dati riportati sono sbagliati, correggi direttamente la voce biografica; le modifiche saranno visibili in questa lista entro pochi giorni. Per chiarimenti vedi il progetto antroponimi. La lista contiene solo le 228 persone che sono citate nell'enciclopedia e per le quali è stato implementato correttamente il template Bio. Pagina aggiornata al 7 ago 2025. |

Questa è una lista di persone presenti nell'enciclopedia che hanno il cognome Hill, suddivise per attività principale.

## Allenatori di calcio(4)
- Keith Hill, allenatore di calcio e ex calciatore inglese (Bolton, n. 1969)
- Jimmy Hill, allenatore di calcio e ex calciatore nordirlandese (Carrickfergus, n. 1935)
- Richard Hill, allenatore di calcio e ex calciatore inglese (Hinckley, n. 1963)
- Ricky Hill, allenatore di calcio e ex calciatore inglese (Paddington, n. 1959)

## Allenatori di pallacanestro(2)
- Bob Hill, allenatore di pallacanestro statunitense (Columbus, n. 1948)
- Brian Hill, allenatore di pallacanestro statunitense (East Orange, n. 1947)

## Ambientaliste(1)
- Julia Butterfly Hill, ambientalista e scrittrice statunitense (Mount Vernon, n. 1974)

## Ammiragli(1)
- Harry Hill, ammiraglio statunitense (Oakland, n. 1890 - Annapolis, † 1971)

## Arcieri(1)
- Howard Hill, arciere statunitense (Wilsonville, n. 1899 - Birmingham, † 1975)

## Arrampicatrici(1)
- Lynn Hill, arrampicatrice statunitense (Detroit, n. 1961)

## Artisti(1)
- Gary Hill, artista e scultore statunitense (Santa Monica, n. 1951)

## Artisti marziali misti(1)
- Jamahal Hill, artista marziale misto statunitense (Chicago, n. 1991)

## Astronomi(2)
- George William Hill, astronomo e matematico statunitense (New York, n. 1838 - West Nyack, † 1914)
- Richard Erik Hill, astronomo statunitense (n. 1949)

## Attori(17)
- Aaron Hill, attore statunitense (Santa Clara, n. 1983)
- Arthur Hill, attore canadese (Melfort, n. 1922 - Los Angeles, † 2006)
- Bernard Hill, attore britannico (Manchester, n. 1944 - Reydon, † 2024)
- Brendan Hill, attore statunitense (Los Angeles, n. 1988)
- Conleth Hill, attore nordirlandese (Ballycastle, n. 1964)
- Dulé Hill, attore statunitense (East Brunswick, n. 1975)
- Jack Hill, attore statunitense (Roanoke, n. 1887 - Los Angeles, † 1963)
- Jess Hill, attore, sceneggiatore e produttore cinematografico statunitense (Los Angeles, n. 1969)
- Jon Michael Hill, attore statunitense (Waukegan, n. 1985)
- Jonah Hill, attore, comico e sceneggiatore statunitense (Los Angeles, n. 1983)
- Jude Hill, attore britannico (Gilford, n. 2010)
- Lee Hill, attore statunitense (n. 1894 - Los Angeles, † 1957)
- Les Hill, attore australiano (Randwick, n. 1973)
- Ross Hill, attore statunitense (Monaco di Baviera, n. 1973 - Stockbridge, † 1990)
- Steven Hill, attore statunitense (Seattle, n. 1922 - Monsey, † 2016)
- Terence Hill, attore e regista italiano (Venezia, n. 1939)
- Thomas Hill, attore e regista statunitense (Landour, n. 1927 - Bloomington, † 2009)

## Attori teatrali(1)
- Arthur Hill, attore teatrale e regista britannico (n. 1875 - † 1932)

## Attrici(8)
- Adrienne Hill, attrice britannica (Plymouth, n. 1937 - Londra, † 1997)
- Amy Hill, attrice statunitense (Deadwood, n. 1953)
- Melba Moore, attrice, cantante e musicista statunitense (New York, n. 1945)
- Doris Hill, attrice statunitense (Roswell, n. 1905 - Kingman, † 1976)
- Jacqueline Hill, attrice britannica (Birmingham, n. 1929 - † 1993)
- Marianna Hill, attrice statunitense (Santa Barbara, n. 1942)
- Raelee Hill, attrice australiana (Brisbane, n. 1972)
- Rose Hill, attrice e soprano britannica (Londra, n. 1914 - Londra, † 2003)

## Attrici pornografiche(3)
- Sophie Dee, attrice pornografica britannica (Llanelli, n. 1984)
- Melissa Hill, ex attrice pornografica e regista statunitense (San Francisco, n. 1970)
- Brett Rossi, attrice pornografica statunitense (Fontana, n. 1989)

## Aviatori(1)
- Ployer Peter Hill, aviatore e militare statunitense (Newburyport, n. 1894 - † 1935)

## Avvocate(1)
- Anita Hill, avvocata e docente statunitense (Lone Tree, n. 1956)

## Bassisti(2)
- Dusty Hill, bassista, tastierista e cantante statunitense (Dallas, n. 1949 - Houston, † 2021)
- Ian Hill, bassista britannico (West Bromwich, n. 1952)

## Bibliotecari(1)
- George Francis Hill, bibliotecario e numismatico britannico (Berhampur, n. 1867 - Londra, † 1948)

## Biochimici(1)
- Robert Hill, biochimico britannico (Leamington Spa, n. 1899 - Cambridge, † 1991)

## Calciatori(14)
- Brian Hill, ex calciatore inglese (Mansfield, n. 1942)
- Brian Hill, calciatore inglese (Sheffield, n. 1937 - † 1968)
- Clint Hill, ex calciatore inglese (Liverpool, n. 1978)
- Colin Hill, ex calciatore nordirlandese (Uxbridge, n. 1963)
- Deniche Hill, calciatore bermudiano (Parrocchia di Hamilton, n. 2004)
- Gordon Hill, ex calciatore inglese (Sunbury-on-Thames, n. 1954)
- Haydn Hill, calciatore inglese (Creswell, n. 1913 - Weymouth, † 1992)
- Jack Hill, calciatore e allenatore di calcio inglese (Hetton-le-Hole, n. 1897 - † 1972)
- Jahquil Hill, calciatore britannico (n. 1997)
- Jimmy Hill, calciatore e allenatore di calcio inglese (Londra, n. 1928 - Hurstpierpoint, † 2015)
- James Hill, calciatore inglese (Bristol, n. 2002)
- Kamani Hill, ex calciatore statunitense (Berkeley, n. 1985)
- Ken Hill, ex calciatore inglese (Canterbury, n. 1953)
- Matt Hill, ex calciatore inglese (Bristol, n. 1981)

## Canottieri(3)
- Achim Hill, canottiere tedesco (Köpenick, n. 1935 - † 2015)
- Alexander Hill, canottiere australiano (Berri, n. 1993)
- Phelan Hill, canottiere britannico (Bedford, n. 1979)

## Cantanti(3)
- Judith Hill, cantante, musicista e compositrice statunitense (Los Angeles, n. 1984)
- Kacy Hill, cantante statunitense (Phoenix, n. 1994)
- Kim Hill, cantante statunitense (Starkville, n. 1963)

## Cantautori(1)
- Stevie B, cantautore, compositore e produttore discografico statunitense (Fort Lauderdale, n. 1958)

## Cantautrici(3)
- Goldie Hill, cantautrice statunitense (Karnes City, n. 1933 - Nashville, † 2005)
- Becky Hill, cantautrice britannica (Bewdley, n. 1994)
- Lauryn Hill, cantautrice, rapper e produttrice discografica statunitense (East Orange, n. 1975)

## Cestiste(6)
- Jo Hill, ex cestista australiana (Murray Bridge, n. 1973)
- Sami Hill, cestista canadese (Brooklyn, n. 1994)
- E.C. Hill, ex cestista e allenatrice di pallacanestro statunitense (Chicago, n. 1971)
- Lauren Hill, cestista statunitense (Greendale, n. 1995 - Cincinnati, † 2015)
- Nancy Hill, ex cestista australiana (Gulgong, n. 1934)
- Tayler Hill, ex cestista statunitense (Minneapolis, n. 1990)

## Cestisti(19)
- Bobby Joe Hill, cestista statunitense (Highland Park, n. 1943 - El Paso, † 2002)
- Rico Hill, ex cestista statunitense (Oceanside, n. 1977)
- Ahmed Hill, cestista statunitense (Fort Valley, n. 1995)
- Armond Hill, ex cestista e allenatore di pallacanestro statunitense (Brooklyn, n. 1953)
- Cleo Hill, cestista statunitense (Newark, n. 1938 - Orange, † 2015)
- Gary Hill, cestista statunitense (Rocky, n. 1941 - † 2009)
- Grant Hill, ex cestista statunitense (Dallas, n. 1972)
- Herbert Hill, ex cestista statunitense (Ulma, n. 1984)
- Jeremiah Hill, cestista statunitense (Richmond Hill, n. 1995)
- Jordan Hill, ex cestista statunitense (Atlanta, n. 1987)
- Kasey Hill, cestista statunitense (Umatilla, n. 1993)
- Kyle Hill, ex cestista statunitense (Chicago, n. 1979)
- Kyndahl Hill, cestista statunitense (Houston, n. 1994)
- Lawrence Hill, ex cestista statunitense (Glendale, n. 1987)
- Malcolm Hill, cestista statunitense (St. Louis, n. 1995)
- Otis Hill, ex cestista statunitense (White Plains, n. 1974)
- Solomon Hill, cestista statunitense (Los Angeles, n. 1991)
- Steven Hill, ex cestista statunitense (Chanute, n. 1985)
- Tyrone Hill, ex cestista e allenatore di pallacanestro statunitense (Cincinnati, n. 1968)

## Chitarristi(1)
- Dave Hill, chitarrista e cantante britannico (Holbeton, n. 1946)

## Comiche(1)
- Martina Hill, comica, attrice e doppiatrice tedesca (Berlino Ovest, n. 1974)

## Comici(1)
- Benny Hill, comico, attore e cantante britannico (Southampton, n. 1924 - Londra, † 1992)

## Conduttori radiofonici(1)
- Stephen Hill, conduttore radiofonico statunitense

## Culturisti(1)
- Phil Hill, culturista statunitense (Trenton, n. 1963 - Trenton, † 2017)

## Doppiatori(1)
- Matt Hill, doppiatore canadese (n. 1968)

## Doppiatrici(1)
- Dana Hill, doppiatrice e attrice statunitense (Los Angeles, n. 1964 - Burbank, † 1996)

## Drammaturghi(1)
- Aaron Hill, drammaturgo e scrittore inglese (n. 1685 - † 1750)

## Economiste(1)
- Catharine Bond Hill, economista statunitense

## Filantrope(1)
- Octavia Hill, filantropa e attivista britannica (Wisbech, n. 1838 - Londra, † 1912)

## Filatelisti(1)
- Rowland Hill, filatelista e funzionario britannico (Kidderminster, n. 1795 - Hampstead, † 1879)

## Fotografi(1)
- David Octavius Hill, fotografo e pittore scozzese (Perth, n. 1802 - Edimburgo, † 1870)

## Generali(2)
- Daniel Harvey Hill, generale e scrittore statunitense (Hill's Iron Works, n. 1821 - Charlotte, † 1889)
- Rowland Hill, I visconte Hill, generale e nobile britannico (Hawkstone, n. 1772 - Hardwicke Grange, † 1842)

## Geologhe(1)
- Sharon A. Hill, geologa e scrittrice statunitense (n. 1970)

## Giavellottisti(1)
- Mick Hill, ex giavellottista britannico (n. 1964)

## Giocatori di baseball(2)
- Pete Hill, giocatore di baseball statunitense (Contea di Culpeper, n. 1882 - Buffalo, † 1951)
- Rich Hill, giocatore di baseball statunitense (Boston, n. 1980)

## Giocatori di football americano(33)
- Brian Hill, giocatore di football americano statunitense (Belleville, n. 1995)
- Calvin Hill, ex giocatore di football americano statunitense (Baltimora, n. 1947)
- Dave Hill, giocatore di football americano statunitense (Lanett, n. 1941 - † 2022)
- Daxton Hill, giocatore di football americano statunitense (Tulsa, n. 2000)
- Trey Hill, giocatore di football americano statunitense (Warner Robins, n. 2000)
- Eric Hill, ex giocatore di football americano statunitense (Blytheville, n. 1966)
- Greg Hill, ex giocatore di football americano statunitense (Dallas, n. 1972)
- J.D. Hill, ex giocatore di football americano statunitense (Stockton, n. 1948)
- Jamal Hill, giocatore di football americano statunitense (Rex, n. 2001)
- Jeremy Hill, giocatore di football americano statunitense (Baton Rouge, n. 1992)
- Jerry Hill, ex giocatore di football americano statunitense (Torrington, n. 1939)
- Jordan Hill, giocatore di football americano statunitense (Harrisburg, n. 1991)
- Josh Hill, giocatore di football americano statunitense (Blackfoot, n. 1990)
- Justice Hill, giocatore di football americano statunitense (Tulsa, n. 1997)
- Kenny Hill, giocatore di football americano statunitense (West Palm Beach, n. 1994)
- Kent Hill, ex giocatore di football americano statunitense (Americus, n. 1957)
- King Hill, giocatore di football americano e allenatore di football americano statunitense (Hamilton, n. 1936 - † 2012)
- Kylin Hill, giocatore di football americano statunitense (Columbus, n. 1998)
- Lano Hill, giocatore di football americano statunitense (Detroit, n. 1995)
- Mack Lee Hill, giocatore di football americano statunitense (Quincy, n. 1940 - Kansas City, † 1965)
- Matt Hill, ex giocatore di football americano statunitense (Grangeville, n. 1978)
- Randal Hill, ex giocatore di football americano statunitense (Miami, n. 1969)
- K.J. Hill, giocatore di football americano statunitense (Little Rock, n. 1997)
- Rick Hill, giocatore di football americano, attore e scrittore statunitense (Harlan, n. 1953)
- Rod Hill, ex giocatore di football americano statunitense (Detroit, n. 1959)
- Shaun Hill, giocatore di football americano statunitense (Parsons, n. 1980)
- Stephen Hill, giocatore di football americano statunitense (Tucker, n. 1991)
- Ike Hill, ex giocatore di football americano statunitense (Winston-Salem, n. 1947)
- Taysom Hill, giocatore di football americano statunitense (Pocatello, n. 1990)
- Tommie Hill, giocatore di football americano statunitense (Englewood, n. 1985)
- Trysten Hill, giocatore di football americano statunitense (Lee, n. 1998)
- Tyreek Hill, giocatore di football americano e velocista statunitense (Lauderhill, n. 1994)
- Winston Hill, giocatore di football americano statunitense (Joaquin, n. 1941 - Denver, † 2016)

## Giornalisti(2)
- Declan Hill, giornalista canadese (n. 1972)
- John Hill, giornalista e ex calciatore nordirlandese (Belfast, n. 1950)

## Hacker(1)
- Benjamin Mako Hill, hacker e attivista statunitense (Seattle, n. 1980)

## Imprenditori(1)
- James J. Hill, imprenditore, generale e agente segreto statunitense (Eramosa Township, n. 1838 - Saint Paul, † 1916)

## Mafiose(1)
- Virginia Hill, mafiosa statunitense (Lipscomb, n. 1916 - Koppl, † 1966)

## Maratoneti(1)
- Ron Hill, maratoneta e mezzofondista britannico (Accrington, n. 1938 - Hyde, † 2021)

## Medici(1)
- Archibald Vivian Hill, medico e fisiologo britannico (Bristol, n. 1886 - Cambridge, † 1977)

## Mezzofondisti(2)
- Albert Hill, mezzofondista britannico (Southwark, n. 1889 - London, † 1969)
- Ralph Hill, mezzofondista statunitense (Klamath Falls, n. 1908 - Klamath Falls, † 1994)

## Militari(1)
- Ambrose Powell Hill, militare statunitense (Culpeper, n. 1825 - Petersburg, † 1865)

## Modelle(1)
- Taylor Marie Hill, supermodella statunitense (Palatine, n. 1996)

## Montatori(1)
- Mike Hill, montatore statunitense (Omaha, n. 1949 - Omaha, † 2023)

## Mountain biker(1)
- Samuel Hill, mountain biker australiano (Parkerville, n. 1985)

## Musiciste(1)
- Kim Hill, musicista statunitense (Syracuse, n. 1970)

## Nobildonne(1)
- Abigail Masham, baronessa Masham, nobildonna inglese (Londra, n. 1670 - High Laver, † 1734)

## Nobili(1)
- Arthur Hill, III marchese del Downshire, nobile e politico irlandese (Londra, n. 1788 - † 1845)

## Nuotatrici(1)
- Danielle Hill, nuotatrice irlandese (Belfast, n. 1999)

## Ostacolisti(1)
- Thomas Hill, ex ostacolista statunitense (New Orleans, n. 1949)

## Pallanuotiste(1)
- Samantha Hill, ex pallanuotista statunitense (Honolulu, n. 1992)

## Pallanuotisti(1)
- Arthur Hill, pallanuotista britannico (Birmingham, n. 1888 - Horsham, † 1966)

## Pallavoliste(1)
- Kimberly Hill, ex pallavolista statunitense (Portland, n. 1989)

## Pattinatrici artistiche su ghiaccio(1)
- Priscilla Hill, pattinatrice artistica su ghiaccio statunitense (n. 1960)

## Pesisti(1)
- Darrell Hill, pesista statunitense (Darby, n. 1993)

## Pianisti(1)
- Andrew Hill, pianista e compositore statunitense (Chicago, n. 1931 - Jersey City, † 2007)

## Piloti automobilistici(2)
- Graham Hill, pilota automobilistico britannico (Hampstead, n. 1929 - Arkley, † 1975)
- Damon Hill, ex pilota automobilistico britannico (Londra, n. 1960)

## Piloti motociclistici(1)
- Tommy Hill, pilota motociclistico britannico (Beckenham, n. 1985)

## Pistard(1)
- Darryn Hill, ex pistard australiano (Perth, n. 1974)

## Pittori(1)
- Thomas Hill, pittore statunitense (Birmingham, n. 1829 - Raymond, † 1908)

## Poeti(1)
- Geoffrey Hill, poeta britannico (Bromsgrove, n. 1932 - † 2016)

## Politiche(1)
- Katie Hill, politica statunitense (Abilene, n. 1987)

## Politici(6)
- David B. Hill, politico statunitense (Havana, n. 1843 - Albany, † 1910)
- French Hill, politico statunitense (Little Rock, n. 1956)
- Jonathan Hill, politico britannico (Londra, n. 1960)
- Rick Hill, politico statunitense (Grand Rapids, n. 1946)
- William Luther Hill, politico statunitense (Gainesville, n. 1873 - Gainesville, † 1951)
- Wills Hill, I marchese del Downshire, politico britannico (Fairford, n. 1718 - † 1793)

## Presbiteri(1)
- Thomas Hill, presbitero inglese (Kington - † 1653)

## Produttori discografici(1)
- Beau Hill, produttore discografico statunitense

## Pugili(1)
- Clarence Hill, ex pugile bermudiano (n. 1951)

## Rapper(2)
- Cappadonna, rapper statunitense (New York, n. 1968)
- Lil Nas X, rapper e cantautore statunitense (Atlanta, n. 1999)

## Registi(8)
- George Roy Hill, regista statunitense (Minneapolis, n. 1921 - New York, † 2002)
- George W. Hill, regista e direttore della fotografia statunitense (Douglass, n. 1895 - Venice, † 1934)
- Jack Hill, regista e sceneggiatore statunitense (Los Angeles, n. 1933)
- Jody Hill, regista, produttore cinematografico e sceneggiatore statunitense (Concord, n. 1976)
- Robert F. Hill, regista cinematografico, sceneggiatore e attore canadese (Port Rowan, n. 1886 - Los Angeles, † 1966)
- Sinclair Hill, regista e sceneggiatore inglese (Londra, n. 1894 - Londra, † 1945)
- Tim Hill, regista statunitense (Minneapolis, n. 1958)
- Walter Hill, regista e sceneggiatore statunitense (Long Beach, n. 1942)

## Rugbisti a 15(5)
- Richard Hill, ex rugbista a 15 e allenatore di rugby a 15 britannico (Birmingham, n. 1961)
- Cory Hill, rugbista a 15 britannico (Pontypridd, n. 1992)
- Jonny Hill, rugbista a 15 britannico (Ludlow, n. 1994)
- Paul Hill, rugbista a 15 britannico (Aschaffenburg, n. 1995)
- Richard Hill, ex rugbista a 15 britannico (Dormansland, n. 1973)

## Sceneggiatrici(1)
- Debra Hill, sceneggiatrice e produttrice cinematografica statunitense (Haddonfield, n. 1950 - Los Angeles, † 2005)

## Scenografi(1)
- Derek R. Hill, scenografo statunitense

## Sciatori alpini(1)
- Bob Hill, ex sciatore alpino statunitense

## Sciatrici alpine(1)
- Martha Hill, ex sciatrice alpina statunitense (Lake Forest, n. 1960)

## Scrittori(6)
- Gregory Hill, scrittore statunitense (n. 1941 - † 2000)
- Lawrence Hill, scrittore e saggista canadese (Toronto, n. 1957)
- Napoleon Hill, scrittore e saggista statunitense (Pound, n. 1883 - Greenville, † 1970)
- Reginald Hill, scrittore britannico (Hartlepool, n. 1936 - Cumbria, † 2012)
- Stuart Hill, scrittore britannico (Leicester, n. 1958)
- Tobias Hill, scrittore britannico (Londra, n. 1970 - Londra, † 2023)

## Scrittrici(1)
- Susan Hill, scrittrice, drammaturga e editrice britannica (Scarborough, n. 1942)

## Statistici(1)
- Ted Hill, statistico statunitense (n. 1943)

## Storici(1)
- Christopher Hill, storico britannico (York, n. 1912 - Chipping Norton, † 2003)

## Tennisti(1)
- Michael Hill, ex tennista australiano (Sydney, n. 1974)

## Tiratori a segno(1)
- James Enoch Hill, tiratore a segno statunitense (Chicago, n. 1929 - Carlinville, † 2018)

## Triatleti(1)
- Chris Hill, triatleta australiano (Brisbane, n. 1975)

## Velociste(2)
- Candace Hill, velocista statunitense (Conyers, n. 1999)
- D'Andre Hill, ex velocista statunitense (Cincinnati, n. 1973)

## Velocisti(2)
- Clinton Hill, velocista australiano (Johannesburg, n. 1980)
- George Hill, velocista statunitense (Lansford, n. 1901 - Mannington, † 1992)

## Zoologi(1)
- John Edwards Hill, zoologo britannico (Colemans Hatch, n. 1928 - Kent, † 1997)

## Senza attività specificata(3)
- Austin Bradford Hill, epidemiologo e statistico britannico (Hampstead, n. 1897 - Ulverston, † 1991)
- Barney e Betty Hill, statunitense (Newport News, n. 1922 - Portsmouth, † 1969)
- Kevin Hill, ex snowboarder canadese (Chilliwack, n. 1986)